# Прибрежница
Прибре́жница, или Ажре́к (лат. Aelúropus) — род многолетних трав семейства Злаки, или Мятликовые (Poaceae), произрастающих по всей территории Евразии в засушливых районах (полупустыни, пустыни и степи), на солончаках или берегах солёных водоёмов.

## Описание
Корневище ползучее с поднимающимися вертикально стеблями.
Цветки образуют однобокие колосовидные метёлки.

## Применение
Растение идёт на корм крупному рогатому скоту.

## Виды
По информации базы данных The Plant List, род включает 5 видов:
- Aeluropus badghyzi Tzvelev (1979)
- Aeluropus lagopoides (L.) Thwaites (1864) — Прибрежница ползучая
- Aeluropus littoralis (Gouan) Parl. (1850) — Прибрежница солончаковая
- Aeluropus macrostachyus Hack. (1902)
- Aeluropus pilosus (H.L.Yang) S.L.Chen & X.L.Yang (1990)